# Pseudomenopon scopulacorne
Espèce
Synonymes
- Menopon costaricense Carriker, 1903[2]
- Menopon parumpilosum Piaget, 1880[2]
- Menopon scopulacorne Denny, 1842[2]
- Pseudomenopon rowani Kéler, 1951[2]

Pseudomenopon scopulacorne est une espèce de poux de la famille des Menoponidae. On le trouve notamment sur certaines espèces d'oiseaux comme celles de la famille des Rallidae.

## Systématique
L'espèce Pseudomenopon scopulacorne a été initialement décrite en 1842 par Henry Denny (d) sous le protonyme de Menopon scopulacorne.

## Publication originale
- Henry Denny, Monographia anoplurorum Britanniae (œuvre écrite), Henry George Bohn, 1842, [lire en ligne].